# Цедиции
Цедициите (на латински: Cedicii; Cedícia; Caedicii) са римска фамилия от плебейския gens Caedicia. Първият от фамилията става народен трибун през 475 пр.н.е. Първият станал консул през 289 пр.н.е. e с когномен Нокт (Noctues).
Мъжете носят името Цедиций (Caedicius).
- Луций Цедиций, народен трибун 475 пр.н.е.
- Марк Цедиций, трибун 391 пр.н.е., предупреждава за нахлуването на галите 390/387 пр.н.е. (в. бог Айо Локуций)
- Квинт Цедиций, центурион по време на нахлуването на галите
- Гай Цедиций, командир на конница при Аквилония  293 пр.н.е.
- Квинт Цедиций Ноктуа, консул през 289 пр.н.е.[4]
- Квинт Цедиций, консул 256 пр.н.е.
- Луций Цедиций (офицер), лагер префект през Битката в Тевтобургската гора 9 г.